# Łapajówka (powiat przeworski)
Łapajówka – wieś w Polsce położona w województwie podkarpackim, w powiecie przeworskim, w gminie Zarzecze. Leży 2,5 km na północny zachód od siedziby gminy.
| SIMC    | Nazwa  | Rodzaj    |
| ------- | ------ | --------- |
| 0613346 | Kucze  | część wsi |
| 0613352 | Podłęg | część wsi |

W latach 1975–1998 miejscowość administracyjnie należała do województwa przemyskiego.